# Schwowebredle
Le schwowebredle, appelé aussi schwowebredele, signifiant un « petit gâteau façon souabe », désigne un biscuit sec aux amandes, préparé pour la fête de Noël dans la cuisine alsacienne.

## Ingrédients et recette
La pâte de schwowebredle comprend du beurre ramolli, du sucre blanc, du sucre roux, des amandes moulues, des œufs entiers, un zeste de citron râpé et de la cannelle.
Après avoir été préparée et laissée reposer pendant une nuit, la pâte est étalée sur 5 mm d'épaisseur par un rouleau à pâtisserie sur un plan de travail fariné, puis découpée à l'aide d'emporte-pièces de formes variées, figurant des étoiles ou encore des sapins de Noël. Les biscuits sont ensuite cuits au four chauffé à 180°C pendant 25 à 30 minutes, puis laissés refroidir et servis froids.